# Джек (фільм)
«Джек» (англ. Jack) — американський фільм режисера Френсіса Форда Копполи 1996 року з Робіном Вільямсом в головній ролі.

## Сюжет
У подружжя Каррен та Браяна Пауелла народжується син з незвичайною хворобою — його біологічний годинник йде в 4 рази швидше ніж в звичайних людей. Уже в 10 років він виглядає як 40-річний чоловік. Через це батьки не віддають його до школи та утримують вдома, щоб вберегти від насмішок та образ. Але батьки дослухались до поради приватного вчителя і віддали Джека до школи. Перший день був жахливим, але пізніше Джек завойовує повагу однокласників і стає для всіх вірним другом.
Але вже немолодий організм Джека не витримує емоційного навантаження і через великий ризик для його життя, батьки забороняють йому відвідувати школу. Через це Джек впадає у депресію, а його друзі відчайдушно намагаються витягнути його з дому. Через деякий час Джек все ж повертається в школу.
На випускному вже пристарілий Джек виголошує зворушливу промову, в якій закликає всіх «зробити своє життя яскравим».

СПОЙЛЕРИ! ОБЕРЕЖНО! В ОПИСІ!

## В ролях
- Робін Вільямс — Джек Пауелл
- Даян Лейн — Каррен Пауелл
- Дженніфер Лопес — міс Маркес
- Білл Косбі — Лоуренс Вудрафф
- Брайан Кервін — Брайан  Пауелл
- Френ Дрешер — Долорес
- Адам Золотін — Луї
- Тодд Бослі — Едді
- Сет Сміт — Джон
- Маріо Єдідія — Джордж
- Джеремі Лелліот — Джонні
- Джерні Смоллетт — Фібі

## Критика
Фільм отримав в основному негативні відгуки кінокритиків. На сайті Rotten Tomatoes «Джек» отримав 17% від критиків та 50% від звичайних глядачів.